# Улица Максима Рыльского
Улица Макси́ма Ры́льского — улица, расположенная в Октябрьском районе Уфы, в жилом массиве Сипайлово.
Своё название улица получила 2 октября 1985 года в честь поэта Максима Фадеевича Рыльского. Пролегает с запада на восток, начинаясь от парка Кашкадан упираясь в улицу Набережная реки Уфы и реку Уфу. Пересекает улицу Юрия Гагарина.

## Инфраструктура
Практически вдоль всей улицы находятся жилые многоэтажные дома. Имеется много социальных объектов: 6 детских садов, спортивные клубы, фитнес-центры, МФЦ, поликлиника № 43, юридический институт, аптеки, магазины, кафе, рестораны.